# 高松宮記念
高松宮記念（たかまつのみやきねん）とは、日本の競輪・競馬・競艇の各公営競技や高校総体の一部競技・全国高等学校バスケットボール選手権大会・全日本軟式野球大会（1部・2部）・全日本実業団バスケットボール選手権大会・全日本学生ハンドボール選手権大会・全日本銃剣道選手権大会・明治神宮崇敬会全国弓道大会・東京都スポーツ大会（旧称都民体育大会）において宮家の一つである高松宮から優勝杯等を下賜されたことを記念して設けられた名称。
競輪、競馬については、かつては高松宮杯（たかまつのみやはい）という名称が使われており、宮家から優勝杯を下賜されていたが、競輪において宮家への謝礼金が問題となり優勝杯の下賜がなくなったことから名称を変更した経緯を持つ。
詳細は各競技ページを参照。
- 競輪 → 高松宮記念杯競輪の略称の一つとして高松宮記念と呼ばれる。
- 競馬 → 高松宮記念 (競馬)を参照。
- 競艇 → 高松宮記念特別競走の略称の一つとして高松宮記念と呼ばれる。